# Восса, Алексис
Алексис Восса (фр. Alexis Vossah; родился 11 марта 2008, Альфорвиль, Валь-де-Марн, Франция) — французский футболист, полузащитник клуба «Тулуза».

## Клубная карьера
Воспитанник клуба «Сержи-Понтуаз», за академию которого выступал с 2015 по 2022 год, прежде чем присоединиться к «Тулузе». 16 августа 2025 года Восса дебютировал за основную команду клуба, выйдя на замену в матче первого тура чемпионата Франции против «Ниццы».

## Карьера в сборной
Выступал за сборную Франции до 16 лет.